# ТЕЦ Плоцьк
ТЕЦ Плоцьк — теплоелектроцентраль у однойменному місті в центральній Польщі.
Для забезпечення своїх енергетичних потреб Плоцький нафтопереробний завод має власну ТЕЦ. В 1970—1978 роках рацибузька компанія Rafako постачила сюди чотири котли типу ОО-420, котрі розраховувались на спалювання важкого залишку нафтопереробки (гудрону). А в 1997—2003 роках вона ж змонтувала три котла OOG-320, які окрім гудрону мали спалювати газ (природний або газ нафтопереробки). Вони живили шість турбін — п'ять змонтованих починаючи з 1968-го потужністю по 55 МВт та встановлену в 2001-му турбіну № 6 з показником 70 МВт.
В 2012-му став до ладу постачений все тією ж Rafako котел № 8 типу OOG-420, котрий також міг спалювати гудрон та газ (з 2015-го останній мав стати єдиним паливом для нього). А в 2017-му додали турбіну № 7 потужністю 70 МВт, що довело електричну потужність станції до 413,6 МВт.
В 2019-му з компанією General Electric уклали угоду на заміну найстарішої турбіни № 1 новою потужністю 65 МВт.
Варто також відзначити, що в 2018 році власник ТЕЦ концерн PKN Orlen запустив поряд парогазову ТЕС, котра також почала брати активну участь у теплозабезпеченні НПЗ.